# Johnny Winter
John Dawson Winter III (n. 23 februarie 1944, Beaumont⁠(d), Texas, SUA – d. 16 iulie 2014, Bezirk Bülach⁠(d), cantonul Zürich, Elveția) a fost un cântăreț și chitarist american. Winter a fost cunoscut pentru albumele sale de blues rock și spectacolele live susținute spre finalul anilor 1960 și pe parcursul anilor 1970. De asemenea, a produs trei albume câștigătoare ale premiului Grammy pentru cântărețul și chitaristul de blues Muddy Waters⁠(d). După timpul petrecut alături de Waters, Winter a înregistrat câteva albume de blues nominalizate la Grammy. În 1988, a fost inclus în Blues Foundation⁠(d) Hall of Fame, iar în 2003 a fost numit pe locul 63 în lista revistei Rolling Stone a celor „100 cei mai buni chitariști ai tuturor timpurilor”.

## Biografie
Johnny Winter s-a născut în Beaumont, Texas⁠(d) pe 23 februarie 1944. Dragostea sa pentru muzică  și a fratelui său mai mic Edgar⁠(d) (născut în 1946) a fost insuflată de părinții lor încă de la o vârstă fragedă. Ambii s-au născut cu albinism⁠(d). Tatăl lor, John Dawson Winter Jr. (1909–2001), originar din Leland, Mississippi⁠(d), a fost, de asemenea, un muzician care cânta la saxofon și la chitară. Când Winter avea zece ani, cei doi frați au apărut la o emisiune locală pentru copii cu Johnny cântând la ukulele.

## Cariera
Cariera sa a început la vârsta de 15 ani, când formația sa - Johnny and the Jammers - a lansat „School Day Blues” la o casă de discuri din Houston. În aceeași perioadă, a participat la spectacolele unor artiști de blues precum Muddy Waters, BB King și Bobby Bland⁠(d). La începutul carierei sale, Winter era prezent la concertele susținute de Roy Head⁠(d) și the Traits în zona Beaumont, iar în 1967 a înregistrat o melodie alături de aceștia intitulată „Tramp⁠(d)”.  În 1968, a lansat primul său album - The Progressive Blues Experiment⁠(d) - la casa de discuri Sonobeat Records⁠(d) din Austin.
Winter a ieșit din anonimat în decembrie 1968, când Mike Bloomfield⁠(d), pe care l-a întâlnit în Chicago, l-a invitat să interpreteze o melodie în timpul unui concert susținut de Bloomfield și Al Kooper⁠(d) la Fillmore East⁠(d) din New York City. Reprezentanți ai casei de discuri Columbia Records, cei care au lansat albumul Super Session⁠(d) al lui Kooper, erau prezenți la concert.  Winter a interpretat melodia „It's My Own Fault” de B.B. King și a fost aplaudat de public, iar câteva zile mai târziu a semnat un contact cu Columbia Records, acesta primind un avans de 600.000 de dolari.
Primul album al lui Winter, Johnny Winter⁠(d), a fost înregistrat și lansat în 1969.  Acesta a fost înregistrat împreună cu basistul Tommy Shannon⁠(d) și bateristul Uncle John Turner, Edgar Winter la clape și saxofon, Willie Dixon⁠(d) la contrabas și Big Walter Horton⁠(d) la muzicuță. Albumul cuprindea câteva compoziții care au devenit populare: „Dallas”, „Good Morning, School Girl⁠(d)” (de Sonny Boy Williamson I⁠(d)) și „Be Careful with a Fool” de B.B. King.
Succesul albumul a coincis cu relansarea albumului The Progressive Blues Experiment de către casa de discuri Imperial Records⁠(d). În același an,  Winter a plecat în turneu și a cântat la mai multe festivaluri rock, inclusiv la Woodstock. După ce fratele său a devenit membru al formației, Winter a înregistrat cel de-al doilea album al său, Second Winter⁠(d), în Nashville în 1969. Johnny a avut o scurtă relație cu Janis Joplin, care a culminat cu un concert la Madison Square Garden în New York, unde cei doi au cântat împreună pe scenă.

## Discografie

### Albume de studio
- The Progressive Blues Experiment (Sonobeat 1968, relansat de UA/Imperial 1969)
- Johnny Winter (Columbia 1969)
- Second Winter (Columbia 1969)
- Johnny Winter And (Columbia 1970)
- Still Alive and Well (Columbia 1973)
- Saints & Sinners (Columbia 1974)
- John Dawson Winter III (Columbia 1974)
- Nothin' but the Blues (Blue Sky 1977)
- White, Hot and Blue (Blue Sky 1978)
- Raisin' Cain (Blue Sky 1980)
- Guitar Slinger (Alligator 1984)
- Serious Business (Alligator 1985)
- Third Degree (Alligator 1986)
- The Winter of '88 (MCA/Voyager 1988)
- Let Me In (Point Blank 1991)
- Hey, Where's Your Brother? (Point Blank 1992)
- I'm a Bluesman (Virgin 2004)
- Roots (Megaforce 2011)
- Step Back (Megaforce 2014)

### Albume live
- Live Johnny Winter And (Columbia 1971)
- Captured Live! (Blue Sky 1976)
- Together (Blue Sky 1976) – with Edgar Winter
- Live in NYC '97 (Virgin 1998)
- The Woodstock Experience (Sony/Legacy 2009)
- Live at the Fillmore East 10/3/70 (Collectors' Choice 2010)